# Moreno Mannini
Moreno Mannini (ur. 15 sierpnia 1962 w Imoli) – włoski piłkarz grający na pozycji prawego obrońcy. W swojej karierze rozegrał 10 meczów w reprezentacji Włoch.

## Kariera klubowa
Karierę piłkarską Mannini rozpoczął w klubie Imolese Calcio. W sezonie 1980/1981 zadebiutował w nim w Serie D. W 1981 roku przeszedł z Imolese do Forlì FC i przez rok grał w nim w Serie C1. Z kolei w 1982 roku został zawodnikiem Calcio Como. W 1984 roku awansował z Como z Serie B do Serie A.
Latem 1984 roku Mannini został zawodnikiem Sampdorii. Swój pierwszy mecz we włoskiej ekstraklasie rozegrał 16 września 1984 przeciwko US Cremonese. Sampdoria wygrała wówczas 1:0. Wraz z Sampdorią Mannini czterokrotnie wygrywał Puchar Włoch, w latach 1985, 1988, 1989 i 1994. W sezonie 1990/1991 był z klubem z Genui mistrzem Włoch. W latach 1989 i 1990 wystąpił z Sampdorią w finale Pucharu Zdobywców Pucharów. Za pierwszym razem Sampdoria uległa Barcelonie 0:1, a za drugim zwyciężyła 2:0 RSC Anderlecht. W 1992 roku znów zagrał w finale europejskiego pucharu, tym razem Pucharu Mistrzów (Sampdoria przegrała w nim 0:1 z Barceloną).
W 1999 roku Mannini odszedł z Sampdorii do angielskiego Nottingham Forest, w którym występował w Division One. W 2000 roku wrócił do Włoch i krótko był zawodnikiem Imolese Calcio. Jeszcze w 2000 roku zakończył karierę.
| Sezon   | Klub              | Kraj   | Rozgrywki    | Mecze | Bramki |
| ------- | ----------------- | ------ | ------------ | ----- | ------ |
| 1980/81 | Imolese Calcio    | Włochy | Serie D      | 25    | 2      |
| 1981/82 | Forlì FC          | Włochy | Serie C1     | 10    | 1      |
| 1982/83 | Calcio Como       | Włochy | Serie B      | 17    | 2      |
| 1983/84 | Calcio Como       | Włochy | Serie B      | 36    | 3      |
| 1984/85 | UC Sampdoria      | Włochy | Serie A      | 24    | 0      |
| 1985/86 | UC Sampdoria      | Włochy | Serie A      | 26    | 1      |
| 1986/87 | UC Sampdoria      | Włochy | Serie A      | 28    | 1      |
| 1987/88 | UC Sampdoria      | Włochy | Serie A      | 29    | 2      |
| 1988/89 | UC Sampdoria      | Włochy | Serie A      | 18    | 0      |
| 1989/90 | UC Sampdoria      | Włochy | Serie A      | 29    | 0      |
| 1990/91 | UC Sampdoria      | Włochy | Serie A      | 26    | 2      |
| 1991/92 | UC Sampdoria      | Włochy | Serie A      | 28    | 0      |
| 1992/93 | UC Sampdoria      | Włochy | Serie A      | 27    | 0      |
| 1993/94 | UC Sampdoria      | Włochy | Serie A      | 30    | 0      |
| 1994/95 | UC Sampdoria      | Włochy | Serie A      | 28    | 0      |
| 1995/96 | UC Sampdoria      | Włochy | Serie A      | 27    | 1      |
| 1996/97 | UC Sampdoria      | Włochy | Serie A      | 22    | 0      |
| 1997/98 | UC Sampdoria      | Włochy | Serie A      | 25    | 0      |
| 1998/99 | UC Sampdoria      | Włochy | Serie A      | 10    | 0      |
| 1999/00 | Nottingham Forest | Anglia | Division One | 10    | 1      |
| 2000/01 | Imolese Calcio    | Włochy | Serie C2     | 1     | 0      |

## Kariera reprezentacyjna
W reprezentacji Włoch Mannini zadebiutował 19 lutego 1992 roku w wygranym 4:1 towarzyskim meczu z San Marino. Wystąpił w eliminacjach do MŚ 1994. W kadrze narodowej od 1992 do 1993 roku rozegrał 10 meczów.
| Mecze i gole w reprezentacji | Mecze i gole w reprezentacji | Mecze i gole w reprezentacji | Mecze i gole w reprezentacji | Mecze i gole w reprezentacji | Mecze i gole w reprezentacji | Mecze i gole w reprezentacji |
| #                            | Data                         | Stadion                      | Rywal                        | Wynik                        | Gol                          | Rozgrywki                    |
| 1992                         | 1992                         | 1992                         | 1992                         | 1992                         | 1992                         | 1992                         |
| ---------------------------- | ---------------------------- | ---------------------------- | ---------------------------- | ---------------------------- | ---------------------------- | ---------------------------- |
| 1.                           | 19.02.1992                   | Cesena, Włochy               | San Marino                   | 4:0                          | 0                            | towarzyski                   |
| 2.                           | 25.03.1992                   | Turyn, Włochy                | Niemcy                       | 1:0                          | 0                            | towarzyski                   |
| 3.                           | 31.05.1992                   | New Haven, Stany Zjednoczone | Portugalia                   | 0:0                          | 0                            | USA Cup 1992                 |
| 4.                           | 04.06.1992                   | Boston, Stany Zjednoczone    | Irlandia                     | 2:0                          | 0                            | USA Cup 1992                 |
| 5.                           | 06.06.1992                   | New Haven, Stany Zjednoczone | Stany Zjednoczone            | 1:1                          | 0                            | USA Cup 1992                 |
| 6.                           | 09.09.1992                   | Eindhoven, Holandia          | Holandia                     | 3:2                          | 0                            | towarzyski                   |
| 7.                           | 18.11.1992                   | Glasgow, Szkocja             | Szkocja                      | 0:0                          | 0                            | el. MŚ 1994                  |
| 1993                         |                              |                              |                              |                              |                              |                              |
| 8.                           | 20.01.1993                   | Florencja, Włochy            | Meksyk                       | 2:0                          | 0                            | towarzyski                   |
| 9.                           | 14.04.1993                   | Triest, Włochy               | Estonia                      | 2:0                          | 0                            | el. MŚ 1994                  |
| 10.                          | 01.05.1993                   | Berno, Szwajcaria            | Szwajcaria                   | 0:1                          | 0                            | el. MŚ 1994                  |